# La Fargue
La Fargue (La Fague) ist eine Siedlung im Quarter (Distrikt) Choiseul im Süden des Inselstaates St. Lucia in der Karibik. 2015 hatte der Ort 350 Einwohner.

## Geographie
Die Siedlung liegt im Süden der Insel im Mündungsbereich der Grande Rivière Choiseul und nahe dem Hauptort Choiseul. Im Süden, an der Küste umschließt sie die eigenständige Siedlung Cedars/Chu Tigre. Ansonsten umschließen sie die Siedlungen Christian Hill (NW), Reunion und Caffiere (N), Sauzay, Debreuil (NO), sowie River Doree (Ort) (O).

## Klima
Nach dem Köppen-Geiger-System zeichnet sich La Fargue durch ein tropisches Klima mit der Kurzbezeichnung Af aus.